# Lüttich–Bastogne–Lüttich 1976
Lüttich-Bastogne-Lüttich 1976 war die 62. Austragung von Lüttich–Bastogne–Lüttich, eines eintägigen Straßenradrennens. Es wurde am 18. April 1976 über eine Distanz von 246,7 km ausgetragen.
Sieger des Rennens wurde der Joseph Bruyère vor Freddy Maertens und Frans Verbeeck.

## Teilnehmende Mannschaften
| Profi-Radsportteams (13)- Molteni-Campagnolo - IJsboerke-Gios - Peugeot-Esso-Michelin - TI-Raleigh-McGregor - Gan-Mercier-Hutchinson - Maes Pils-Rokado - Jollj Ceramica–Decor - Ebo-Cinzia - Lejeune-BP - Gitane-Campagnolo - Miko-de Gribaldy-Superia - Kaenel-Colnago - Flandria-Velda-West Vlaams Vleesbedrijf |
| |

## Ergebnis
| Rang | Fahrer                   | Team                                    | Zeit       |
| ---- | ------------------------ | --------------------------------------- | ---------- |
| 1    | Joseph Bruyère           | Molteni-Campagnolo                      | 6h 31' 00" |
| 2    | Freddy Maertens          | Flandria–Velda–West Vlaams Vleesbedrijf | + 4' 40"   |
| 3    | Frans Verbeeck           | IJsboerke–Colnago                       | gl. Zeit   |
| 4    | Jean-Pierre Danguillaume | Peugeot–Esso–Michelin                   | gl. Zeit   |
| 5    | Hennie Kuiper            | TI-Raleigh-Campagnolo                   | gl. Zeit   |
| 6    | Eddy Merckx              | Molteni-Campagnolo                      | gl. Zeit   |
| 7    | Régis Ovion              | Peugeot–Esso–Michelin                   | gl. Zeit   |
| 8    | Raymond Poulidor         | Gan–Mercier–Hutchinson                  | gl. Zeit   |
| 9    | Herman Van Springel      | Flandria–Velda–West Vlaams Vleesbedrijf | gl. Zeit   |
| 10   | Joop Zoetemelk           | Gan–Mercier–Hutchinson                  | gl. Zeit   |